# Čínská věta o zbytcích
Čínská věta o zbytcích (také známa jako Čínská věta o zbytku nebo Čínská zbytková věta) je matematické tvrzení z modulární aritmetiky. Pojednává o vlastnostech čísel v grupách kongruence modulo n (grupy {\displaystyle \mathbb {Z} _{n}}). Využívá se v algoritmech pro zpracování velkých čísel nebo v kryptografii. Nejstarší zmínkou o této větě je problém 26 z knihy Sun-c' Suan Ťing, kterou ve 3. století našeho letopočtu napsal čínský matematik Sun-c'.

## Znění
Existují dvě ekvivalentní znění této věty:

### Aritmetická formulace
Předpokládejme, že {\displaystyle m_{1},m_{2},\ldots ,m_{r}} jsou navzájem po dvou nesoudělná přirozená čísla, {\displaystyle m_{i}\geq 2} pro {\displaystyle i=1,\ldots ,r}. Potom každá soustava rovnic:
{\displaystyle x\equiv a_{1}{\pmod {m_{1}}}\,\!}
{\displaystyle x\equiv a_{2}{\pmod {m_{2}}}\,\!}
{\displaystyle \quad \quad \vdots \,\!}
{\displaystyle x\equiv a_{r}{\pmod {m_{r}}}\,\!}
má řešení x a toto řešení je určeno jednoznačně v modulo {\displaystyle M=m_{1}\cdot m_{2}\cdot \ldots \cdot m_{r}}.

### Algebraická formulace
Nechť {\displaystyle m_{1},m_{2},\ldots ,m_{r}} jsou navzájem nesoudělná přirozená čísla, {\displaystyle m_{i}\geq 2} pro {\displaystyle i=1,\ldots ,r}. Pak grupy {\displaystyle Z_{m_{1}}\times \ldots \times Z_{m_{r}}} a {\displaystyle Z_{m_{1}\cdot \ldots \cdot m_{r}}} jsou izomorfní. Izomorfismem je (kromě jiných) zobrazení {\displaystyle f:Z_{m_{1}\cdot \ldots \cdot m_{r}}\rightarrow Z_{m_{1}}\times \ldots \times Z_{m_{r}}} dané předpisem {\displaystyle f(x)=(x\;mod\;m_{1},\ldots ,x\;mod\;m_{r})}.

### Ekvivalence předchozích dvou formulací
Nechť platí tvrzení aritmetická formulace. Zobrazení f z tvrzení „algebraická formulace“ je homomorfismus zřejmě. Dále {\displaystyle f(x)=(a_{1},\ldots ,a_{r})} právě tehdy, když x řeší soustavu příslušnou {\displaystyle a_{1},\ldots ,a_{r}}. Proto f je prosté díky jednoznačnosti řešení a f je na díky existenci řešení.
Nechť naopak platí algebraická formulace, pak zobrazení {\displaystyle f^{-1}} poskytuje řešení soustavy z „teoreticky číselné formulace“. Jednoznačnost tohoto řešení plyne z prostoty f.

## Zobecnění čínské věty pro soudělná čísla
Ať m1, m2 jsou libovolná přirozená čísla větší než 2. Označme d = GCD(m1,m2), kde GCD(a,b) se rozumí největší společný dělitel čísel a, b. Pak jsou následující dvě podmínky ekvivalentní:
1. Soustava {\displaystyle {\begin{matrix}x=a_{1}\ {\mbox{v}}\ Z_{m_{1}}\\x=a_{2}\ {\mbox{v}}\ Z_{m_{2}}\end{matrix}}} má řešení.
2. Platí d|(a2–a1) (tedy (a2–a1) je dělitelné d).

Jestliže platí d|(a2–a1), je řešení x určeno jednoznačně v ZM, kde M = LCM(m1,m2), kde funkcí LCM(a,b) se rozumí nejmenší společný násobek čísel a, b.

## Použití
Na základě této věty lze vytvořit algoritmus výpočtu zbytku po dělení velké mocniny zadaného čísla. Tento algoritmus má své uplatnění například v šifrovacím protokolu RSA.

### Praktická úloha
Pokud vojáky seřadíme do 5 řad, zbudou 4. Pokud je seřadíme do 7 řad, zbude 1. Kolik je vojáků?
Čínská věta říká, že v rozmezí 1 až 35 je právě jedno číslo, které vyhovuje našemu zadání. Řekněme, že vojáků je a. Zapišme problém matematicky.
{\displaystyle 5\cdot k+4=a}
{\displaystyle 7\cdot l+1=a}
Pro nějaká přirozená čísla k, l. Jinými slovy
{\displaystyle a=4{\pmod {5}}}
{\displaystyle a=1{\pmod {7}}}
Proveďme substituci
{\displaystyle 5\cdot k+4=1{\pmod {7}}}
Přičtěme trojku, abychom se zbavili čtyřky na levé straně
{\displaystyle 5\cdot k=4{\pmod {7}}}
Chceme se zbavit pětky, proto rovnici vynásobme „inverzem 5“, což je v tomto případě 3
{\displaystyle 3\cdot 5\cdot k=3\cdot 4{\pmod {7}}}
{\displaystyle 15\cdot k=12{\pmod {7}}}
{\displaystyle 1\cdot k=5{\pmod {7}}}
Vyšlo nám, že k je 5, vojáků je tedy 5⋅5+4 = 29.

### Další příklad použití
Máme spočíst zbytek čísla 12316803 po dělení číslem 26741, neboli v Z26741. Nejprve musíme mít daný prvočíselný rozklad čísla 26741 = 112·13·17. Protože čísla 112, 13 a 17 jsou navzájem nesoudělná, je podle čínské věty o zbytcích číslo 12316803 v Z26741 určeno jednoznačně svými zbytky po dělení čísly 112, 13 a 17.
Následně využijeme faktu, že aφ(m) = 1 v Zm (Eulerova funkce) a spočteme tyto zbytky:

12316803 = 12110·2880+3 = 123 = 34 v Z121

12316803 = 1212·26400+3 = 123 = 12 v Z13

12316803 = 1216·19800+3 = 123 = 11 v Z17

(protože φ(112) = 110 ,φ(13) = 12 ,φ(17) = 16)

Nyní použijeme čínskou větu o zbytcích, kde m1 = 112, m2 = 13 a m3 = 17. Pak platí:

12316803 = (34 ·M1 · N1) + (12 ·M2 · N2) + (11 ·M3 · N3) v Z26741,
 kde 

M1 = 13 · 17 = 221

M2 = 112 · 17 = 2057

M3 = 112 · 13 = 1573

N1 = M1−1 = 100−1 = 23 v Z121 

N2 = M2−1 = 3−1 = 9 v Z13 

N3 = M3−1 = 9−1 = 2 v Z17 

Tudíž 12316803 = (34 · 221 · 23) + (12 · 2057 · 9) + (11 · 1573 · 2) = 1728 v Z26741

Inverze 100−1 v Z121 se najde pomocí Euklidova algoritmu:

{\displaystyle 121,100}

{\displaystyle 100,\ \ 21\Rightarrow 21\equiv -1\cdot 100{\pmod {121}}}

{\displaystyle \ \ 21,\ \ 16\Rightarrow 16=100-4\cdot 21\equiv 5\cdot 100{\pmod {121}}}

{\displaystyle \ \ 16,\ \ \ \ 5\Rightarrow 5=21-16\equiv (-1-5)\cdot 100=-6\cdot 100{\pmod {121}}}

{\displaystyle \ \ \ \ 5,\ \ \ \ 1\Rightarrow 1=16-3\cdot 5\equiv (5-3\cdot (-6))\cdot 100=23\cdot 100{\pmod {121}}}